# باب پیرت
باب پیرت (انگلیسی: Bob Peart; ۱۷ دسامبر ۱۹۲۶ – ۲۲ دسامبر ۱۹۶۶) بازیکن فوتبال اهل بریتانیا بود.
از باشگاه‌هایی که در آن بازی کرده‌است می‌توان به باشگاه فوتبال آکسفورد یونایتد، باشگاه فوتبال چلتنهام تاون، باشگاه فوتبال برنلی، و باشگاه فوتبال سوئیندون تاون اشاره کرد.